# العلاقات الأفغانية الفلبينية
العلاقات الأفغانية الفلبينية هي العلاقات الثنائية التي تجمع بين أفغانستان والفلبين.

## مقارنة بين البلدين
هذه مقارنة عامة ومرجعية للدولتين:
| وجه المقارنة                                              | أفغانستان                    | الفلبين                       |
| --------------------------------------------------------- | ---------------------------- | ----------------------------- |
| المساحة (كم2)                                             | 652.23 ألف                   | 343.45 ألف                    |
| عدد السكان (نسمة)                                         | 34.94 مليون                  | 104.92 مليون                  |
| الكثافة السكانية (ن./كم²)                                 | 53.57                        | 305.49                        |
| العاصمة                                                   | كابل                         | مانيلا                        |
| اللغة الرسمية                                             | اللغة البشتوية، اللغة الدرية | اللغة الفلبينية، لغة إنجليزية |
| العملة                                                    | أفغاني                       | بيسو فلبيني                   |
| الناتج المحلي الإجمالي (بليون دولار)                      | 20.82 مليار                  | 313.60 مليار                  |
| الناتج المحلي الإجمالي (تعادل القوة الشرائية) بليون دولار | 62.62 مليار                  | 743.90 مليار                  |
| الناتج المحلي الإجمالي الاسمي للفرد دولار أمريكي          | 594                          | 2.90 ألف                      |
| الناتج المحلي الإجمالي للفرد دولار أمريكي                 | 1.93 ألف                     | 7.39 ألف                      |
| مؤشر التنمية البشرية                                      | 0.479                        | 0.668                         |
| رمز المكالمات الدولي                                      | +93                          | +63                           |
| رمز الإنترنت                                              | .af                          | .ph                           |
| المنطقة الزمنية                                           | ت ع م+04:30                  | توقيت الفلبين                 |

## منظمات دولية مشتركة
يشترك البلدان في عضوية مجموعة من المنظمات الدولية، منها:
| علم المنظمة | اسم المنظمة                               | تاريخ انضمام أفغانستان | تاريخ انضمام الفلبين |
| ----------- | ----------------------------------------- | ---------------------- | -------------------- |
|             | وكالة ضمان الاستثمار متعدد الأطراف        | 16 يونيو 2003          | 8 فبراير 1994        |
|             | منظمة الشرطة الجنائية الدولية             | ?                      | ?                    |
|             | منظمة حظر الأسلحة الكيميائية              | ?                      | ?                    |
|             | الأمم المتحدة                             | 19 نوفمبر 1946         | 24 أكتوبر 1945       |
|             | مؤسسة التمويل الدولية                     | 23 سبتمبر 1957         | 12 أغسطس 1957        |
|             | يونسكو                                    | 4 مايو 1948            | 21 نوفمبر 1946       |
|             | مؤسسة التنمية الدولية                     | 2 فبراير 1961          | 28 أكتوبر 1960       |
|             | بنك التنمية الآسيوي                       | 1966                   | 1966                 |
|             | البنك الدولي للإنشاء والتعمير             | 14 يوليو 1995          | 27 ديسمبر 1945       |
|             | المركز الدولي لتسوية المنازعات الاستشارية | 25 يوليو 1968          | 17 ديسمبر 1978       |
|             | الاتحاد البريدي العالمي                   | ?                      | ?                    |
|             | الاتحاد الدولي للاتصالات                  | 12 أبريل 1928          | 25 مايو 1912         |

## وصلات خارجية
- موقع وزارة الخارجية الأفغانية
- موقع وزارة الخارجية الفلبينية